# Christian Abbiati
Christian Abbiati (født 8. juli 1977 i Abbiategrasso, Milano, Italien) er en italiensk tidligere fodboldspiller (målmand), som primært spillede for den italienske Serie A-klub AC Milan.